# منوب

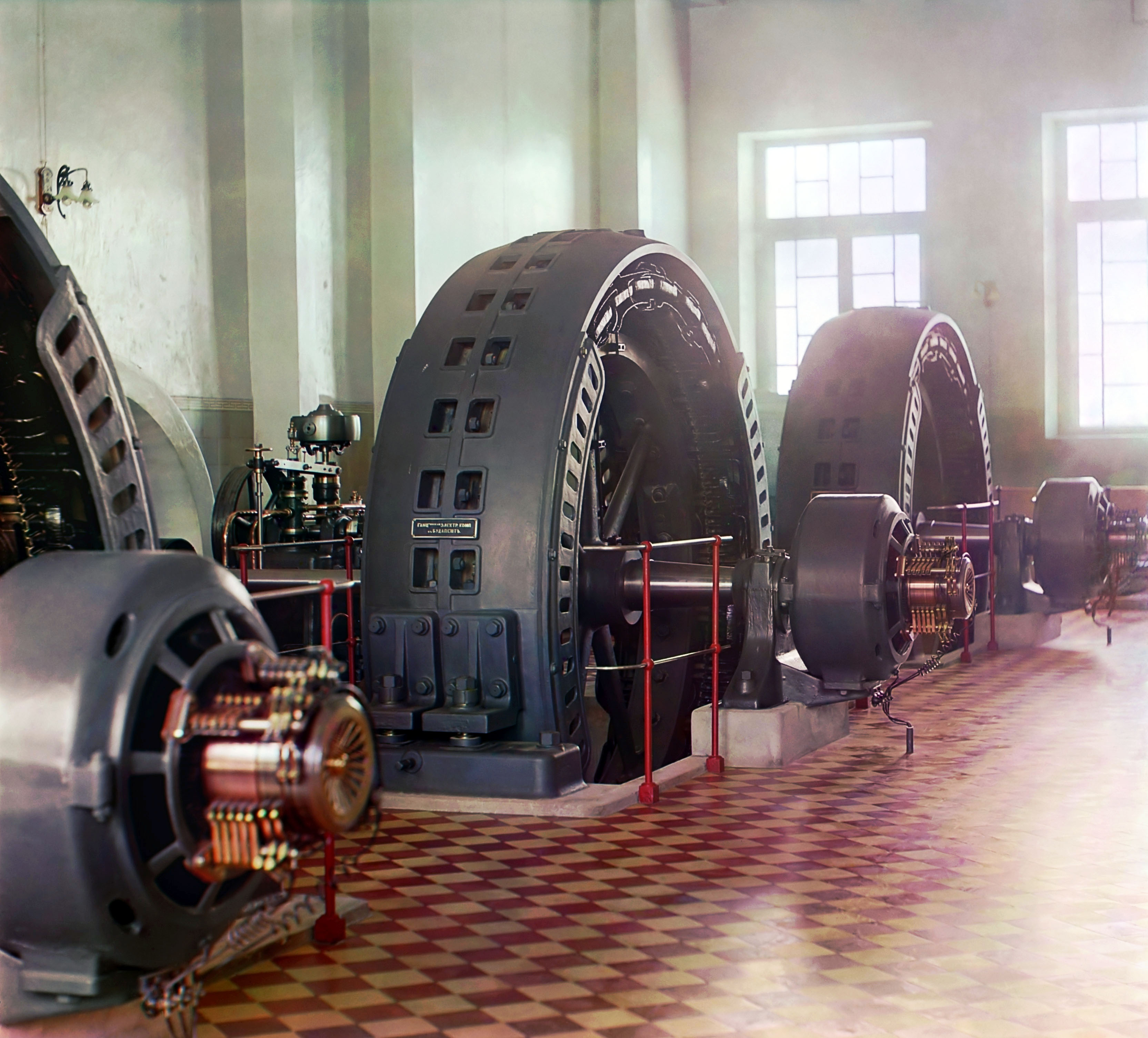
شكل نموذجي لمنوبة كهربائية حديثة.

المُنوِّب أو المُنوِّبة (بالإنجليزية: Alternator) هو اسم يطلق على المولد الكهربائي الذي يُحوِّل الطاقة الميكانيكية إلى طاقة كهربائية ذات تيار متناوب وخاصةً المولدات الضخمة.
أغلب المنوبات تستخدم مجالًا مغناطيسيًا دوارًا، إلا أن بعض المنوبات الخطية ما زالت مستعملة خاصة في مولدات التيار المتناوب المنزلية والصغيرة.
يوجد أنواع مختلفة من المنوبات الكهربائية مثل المنوبات العنفية وهي تلك التي تستخدم طاقة البخار أو الغاز.

## التسمية
يُسمَّى المُنوِّب أو المُنَوِّبة أيضًا المُرَدِّد أو المُبادِل أو مولد التيار المتناوب أو المولد المتزامن للتيار المتردد.
كلمتا (مُنوِّبة) و(مُنوِّب) هما اسم فاعل من الفعل الثلاثي المزيد (نوَّب).

## مبدأ العمل

شكل مبسط يوضح نظرية عمل المنوبة.

يعمل مولد التيار المتناوب بالأساس على مبدأ فاراداي نفسه في مولدات التيار المستمر. عندما يتغير المجال المغناطيسي حول موصل، فإن قوة محركة كهربائية تتولد بالحث وبالتالي فرق جهد عبر طرفي الموصل وعند توصيلهما بحمل يمر تيار كهربائي. يطلق على الجزء الدوار من المنوبة اسم «الدوار» ويسمى الجزء الثابت «ثابت الآلة». يمكن توليد التيار أيضاً بتحريك الموصل بحيث يقطع خطوط المجال المغنطيسي وهذا ما يتم فعلاً.
في المنوبات الصغيرة توضع الأقطاب المغناطيسية على العضو الثابت بينما تولد الكهرباء من الملفات الموجودة في العضو الدوار وتوصل إلى خارج المنوبة عبر فرشتين كربونيتين وحلقتي انزلاق. هذه الطريقة تشكل خطراً سيما في المنوبات الكبيرة وذلك بسبب تولد الشرارة الكهربائية بين حلقة الانزلاق والفرشة الكربونية وتزداد شدة هذه الشرارة بزيادة قدرة المنوبة. من ناحية أخرى تزيد هذه العملية من صعوبة الصيانة وضرورة تغيير الفرش الكربونية بعد تلفها. هذه الأسباب أدت إلى الفكرة العكسية في المنوبات الكبيرة بحيث توضع الأقطاب المغناطيسية على العضو الدوار بينما يتولد التيار المتناوب في الملفات الموضوعة على العضو الساكن. هذه الطريقة تلغي الحاجة للفرشة الكربونية وحلقة التلامس مع الفرش. في هذه الحال يكون المجال المغناطيسي هو الدوار ولذلك فإن مبدأ عمل مثل هذه المنوبات هو مجال مغناطيسي دوار.

## السرعات التزامنية
يعتمد تردد خرج المنوبة على عدد أقطبها وسرعتها الدورانية بالعلاقة:
{\displaystyle N={\frac {120f}{P}}}
حيث
- N - عدد دورات الآلة الميكانيكية في الدقيقة (RPM أو min−1)
- f - تردد خرج الآلة بالهرتز (Hz)
- P - عدد الأقطاب (دائما زوجي: شمالي + جنوبي)

وتسمى السرعة الدورانية للفيض المغنطيسي بالسرعة التزأمنية إذا كانت متعلقة تماما بالتردد كما في العلاقة السابقة أو بالأحرى إذا كانت مساوية لسرعة الدوران الميكانيكية.
فيما يلي جدول بسرعات وأقطاب مختلفة.
| الأقطاب | RPM عند 50 Hz | RPM عند 60 Hz |
| ------- | ------------- | ------------- |
| 2       | 3,000         | 3,600         |
| 4       | 1,500         | 1,800         |
| 6       | 1,000         | 1,200         |
| 8       | 750           | 900           |
| 10      | 600           | 720           |
| 12      | 500           | 600           |
| 14      | 428.6         | 514.3         |
| 16      | 375           | 450           |
| 18      | 333.3         | 400           |
| 20      | 300           | 360           |